# Anne Broeksma
Anne Broeksma is een Nederlands schrijver en dichter.
Haar werk is geïnspireerd door natuur. Voor haar poëziedebuut Regen kosmos kamerplant (Uitgeverij Atlas Contact, 2014) ontving ze het C.C.S. Crone Stipendium. Haar tweede bundel Vesper (2021) werd genomineerd voor de Herman de Coninckprijs en de J.C. Bloem Poëzieprijs. Ze schreef korte verhalen bij het collectief "Shortreads" en doet onderzoek naar schubdieren. Haar blog heet "Notulen bij het ongetemde".
- Digitale Bibliotheek voor de Nederlandse Letteren: broe273
- Gemeinsame Normdatei: 1057905062
- International Standard Name Identifier: 0000 0004 3641 6884
- Nederlandse Thesaurus van Auteursnamen: 375716831
- Virtual International Authority File: 309902550